# Dan Trachtenberg
Dan Trachtenberg (nacido el 11 de mayo de 1981 en Filadelfia, Pensilvania) es un director de cine y presentador de pódcast de vídeo estadounidense. Actualmente, reside en el área metropolitana de Los Ángeles. Fue uno de los tres presentadores de The Totally Rad Show y antiguo copresentador de Geekdrome, ambos retransmitidos en el canal de Internet Revision3. Además de trabajar en programas de Internet, Trachtenberg ha escrito y dirigido el cortometraje de 2003 Kickin' y varios anuncios de televisión y campañas publicitarias de interés público.

## Como director
Trachtenberg ha dirigido anuncios para Lexus, Nike, y Coca Cola.  En abril de 2008, se unió a Tight Films, donde colaboró con Matt Wolf en un juego de realidad alternativa de Hellboy 2: el ejército dorado.También dirigió el programa de Internet Ctrl+Alt+Chicken.
En marzo de 2011, estrenó un cortometraje para BlackBoxTV titulado More Than You Can Chew, protagonizando por J. Kristopher, Skye Marshall e Ian Hamrick. Trachtenberg compartió las labores de guionista con Mark D. Walker.
El 23 de agosto de 2011,  sacó a la luz el cortometraje Portal: No Escape, basado en el videojuego Portal, el cual acumuló más de dieciséis millones de visitas.
El 13 de octubre de 2011, la página web slashfilm.com anunció que Trachtenberg dirigiría una película de ciencia ficción y cine negro para Universal Pictures con Chris Morgan como guionista (Wanted, Fast Five —Fast and Furious 5, 47 Ronin).
En enero de 2013, IFanboy anunció que Dan Trachtenberg dirigiría la adaptación del cómic Y: El último hombre. Sin embargo, el 25 de septiembre de 2014, slashfilm.com anunció que dicha película había sido cancelada.
El 3 de abril de 2014, Ain't It Cool News  anunció que Trachtenberg dirigiría una película para Bad Robot Productions titulada «Valencia», de la cual se reveló más adelante que era un nombre en clave para 10 Cloverfield Lane.
El tráiler de 10 Cloverfield Lane se estrenó la medianoche del 15 de enero de 2016. «La idea surgió hace mucho tiempo, durante la producción», dijo J. J. Abrams sobre la película. «Queríamos que fuera un pariente cercano de Cloverfield. La idea se desarrolló con el tiempo. Queríamos mantener el título en secreto tanto tiempo como fuera posible».

## Filmografía

### Créditos
| Año  | Película            | Director | Productor | Escritor | Actor | Notas                   |
| ---- | ------------------- | -------- | --------- | -------- | ----- | ----------------------- |
| 2016 | 10 Cloverfield Lane | Sí       | No        | No       | No    | Debut en el cine        |
| 2022 | Prey                | Sí       | No        | Sí       | No    | Estrenada vía streaming |